# Ken Appledorn
Ken Appledorn (Troy, Michigan, 1980) és un actor estatunidenc, principalment conegut pel seu treball a la sèrie Refugiados produïda per BBC Worldwide i Bambú Producciones per a LaSexta. També pel seu treball en la pel·lícula Casting, on va guanyar la Bisnaga de plata de millor actor de repartiment i per la pel·lícula The Extraordinary Tale, on va ser nominat millor actor andalús en els premis de l'Associació d'Escriptors Cinematogràfics d'Andalusia (ASECAN).

## Biografia
Ken Appledorn és el més jove de quatre germans, va créixer a Troy (Michigan), prop de Detroit. En graduar-se va tornar a Sevilla, on havia estudiat un semestre i en aquest moment va començar a estudiar interpretació en el Teatro Viento Sur i al Centro Andaluz de Teatro. La seva primera oportunitat va arribar quan David Sainz va crear la websèrie El viaje de Peter McDowell, en la qual es narra les aventures d'un anglès en el sud de la península Ibèrica. A causa del seu èxit, Ken va començar a aparèixer en diverses sèries de televisió espanyoles com Aída, Bandolera, Museo Coconut, Yo soy Bea, etc.
La incursió de Ken al món del cinema va arribar amb la pel·lícula independent Cásting, que li va valer el premi al millor actor secundari en el Festival de Cinema de Màlaga. També ha participat en el llargmetratge Obra 67, una pel·lícula dirigida per David Sainz i gravada en tretze hores. Recentment ha aparegut també a The Extraordinary Tale of the Times Table, el seu primer llargmetratge com a protagonista amb el qual va aconseguir elogis per part de la crítica nacional i internacional i va ser nominat millor actor andalús en els premis ASECAN. El seu projecte més recent ha estat la seva participació en la sèrie Refugiados, la primera coproducció entre la cadena britànica BBC i Atresmedia.

## Filmografia
Cinema
- 2009: Fuga de cerebros
- 2009: Madre amadísima
- 2012: The Imposter
- 2013: The Extraordinary Tale
- 2013: Obra 67
- 2013: Casting
- 2014: La Ignorancia de la sangre
- 2014: Anochece en la India
- 2014: La tristeza de Kevin Brownie (curtmetratge)
- 2016: Todo es de Color
- 2017: Lugares
- 2018: Fishbone

Televisió
- 2009: Yo soy Bea
- 2010: Aída
- 2009-2014: Malviviendo
- 2011: Que Buen Puntito
- 2011: Bandolera
- 2013: Museo Coconut
- 2013: The Avatars
- 2013: Flaman
- 2015: Entertainment
- 2015: En la tuya o en la mía
- 2015: Refugiados
- 2018: Arde Madrid
- 2018: Allí abajo